# Antonio Flores Jijón
Juan Antonio María Flores y Jijón de Vivanco (Quito, 23 d'octubre de 1833 - Ginebra, Suïssa, 30 d'agost de 1915) va ser President de l'Equador des del 17 d'agost de 1888 fins al 30 de juny de 1892. Va ser membre del Partit Progressista, un partit liberal catòlic.